# Elisha Kane
Elisha Kent Kane (Filadelfia, 28 febbraio 1820 – L'Avana, 16 febbraio 1857) è stato un esploratore statunitense e medico ufficiale della United States Navy nella prima metà del XIX secolo.
Fece parte di due spedizioni artiche tese al salvataggio dell'esploratore John Franklin. Fu presente alla scoperta del primo campo invernale di Franklin, ma non scoprì cosa successe alla spedizione.

## Biografia
Nato a Filadelfia, in Pennsylvania, Kane era figlio di John Kintzing Kane, giudice distrettuale e di Jane Duval Leiper. Il fratello era l'avvocato, diplomatico, abolizionista e generale della guerra di secessione americana Thomas Leiper Kane. Kane si laureò presso la University of Pennsylvania Medical School nel 1842. Il 14 settembre 1843 divenne assistente chirurgo della marina. Prestò servizio nella missione del trattato commerciale con la Cina con Caleb Cushing, nello squadrone Africa, e negli United States Marine Corps durante la guerra messico-statunitense. Kane combatté una battaglia a Nopalucan il 6 gennaio 1848. A (sic) Napoluca, catturò, fece amicizia e salvò la vita al generale messicano Antonio Gaona ed al suo figlio ferito.
Kane fu nominato ufficiale medico della prima spedizione Grinnell nell'artico del 1850–1851, sotto la guida di Edwin de Haven, alla ricerca senza successo della Spedizione perduta di Franklin. Durante questa spedizione il gruppo scoprì il primo campo invernale di John Franklin. Kane organizzò e guidò la seconda spedizione Grinnell che salpò da New York il 31 maggio 1853 e che passò l'inverno nella baia di Rensselaer. Nonostante abbia sofferto lo scorbuto e fosse prossimo alla morte, proseguì e mappò le coste di Smith Sound e della baia di Kane, spingendosi più a nord di qualsiasi altro esploratore del tempo. A Capo Constitution scoprì il canale Kennedy libero dai ghiacci, poi seguito da Isaac Israel Hayes, Charles Francis Hall, Adolphus Greely e Robert Edwin Peary mentre si dirigevano a turno verso il polo nord.
Nel 1852 Kane incontrò le sorelle Fox, famose per il loro spiritualismo e si innamorò di una di loro, Margaret. Kane fu convinto del fatto che le sorelle erano truffatrici e cercò di salvare Margaret. In seguito, affermò di averla sposata segretamente nel 1856 (lei cambiò il proprio nome in Margaret Fox Kane). Dopo la morte di Kane, Margaret si convertì alla fede cattolica, prima di tornare definitivamente allo spiritualismo.
Alla fine Kane abbandonò il 20 maggio 1855 il brigantino Advance bloccato dai ghiacci, intraprendendo una durissima marcia di 83 giorni fino a Upernavik. Il gruppo, trasportando gli invalidi, perse solo un uomo. Kane ed i suoi uomini furono salvati da una nave di passaggio. Kane tornò a New York l'11 ottobre 1855 e l'anno seguente pubblicò l'opera in due volumi Arctic Explorations.
Dopo aver visitato l'Inghilterra per mantenere la promessa di consegnare personalmente il rapporto a Lady Franklin, ripartì per L'Avana, Cuba, nel vano tentativo di guarire, dopo essere stato consigliato in merito dal proprio dottore. Vi morì il 16 febbraio 1857.
Il suo corpo fu portato a New Orleans e poi con un convoglio funebre fino a Filadelfia. Ad ogni tappa il convoglio incontrò una delegazione funebre, e si dice che sia stato il più lungo funerale del secolo dopo quello di Abraham Lincoln.

## Riconoscimenti
Kane ricevette medaglie dal Congresso degli Stati Uniti d'America, dalla Royal Geographical Society e dalla Société de Géographie.
Il cacciatorpediniere USS Kane (DD-235) prese il suo nome, così come una successiva nave oceanografica, la USNS Kane (T-AGS-27).
Kane era un massone, ed una famosa loggia massonica di New York (Lodge No. 454) prese il nome di Kane Lodge.
Il cratere Kane sulla Luna è dedicato a lui.
Il 28 maggio 1986 la United States Postal Service emise un francobollo da 22 centesimi in suo onore, raffigurando la sua rotta in Artide.
A lui è dedicata l'isola di Kane nella terra di Francesco Giuseppe.

## Opere

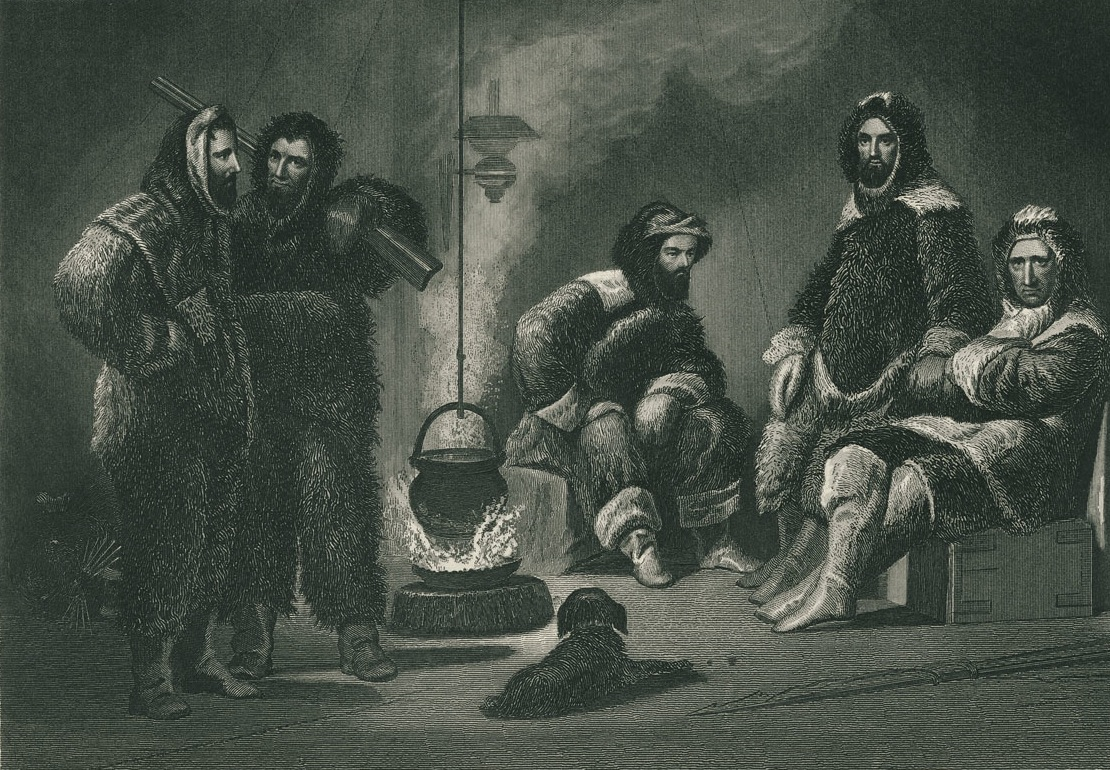
Secondo inverno in Groenlandia, Kane è la persona al centro

- The United States Grinnell Expedition in Search of Sir John Franklin: A personal narrative; Filadelfia: Childs & Peterson, 1856, Making of America Project.
- Arctic explorations: The second Grinnell expedition in search of Sir John Franklin, 1853,54,55; Filadelfia: Childs & Peterson, 1857, Making of America Project.